# Bisko
Bisko je naselje u sastavu grada Trilja u Splitsko-dalmatinskoj županiji.

## Zemljopis
Bisko  je  smješteno na području Cetinske krajine, u Zagori. Upravno se vodi kao sastavni dio grada Trilja (Splitsko-dalmatinska županija)
Naselje Bisko koje teritorijalno pripada gradu Trilju prostorno obuhvaća zaseoke ili dijelove naselja: Donji Kraj, Gornji Kraj, Grmljani i Mirić.

## Stanovništvo
Apsolutno većinsko i jedino autohtono stanovništvo ovog sela su Hrvati, a većina stanovništva izjasnila se kao pripadnici Katoličke Crkve.
| broj stanovnika | 474   | 458   | 475   | 517   | 605   | 610   | 586   | 627   | 587   | 604   | 564   | 578   | 514   | 509   | 470   | 395   | 351   |
|                 | 1857. | 1869. | 1880. | 1890. | 1900. | 1910. | 1921. | 1931. | 1948. | 1953. | 1961. | 1971. | 1981. | 1991. | 2001. | 2011. | 2021. |

## Crkva
Zaštitnik župe je sv. Mihovil. U crkvenom ustrojstvu do 1964. godine župa je pripadala Cetinskom dekanatu, a danas pripada dekanatu Klis u Splitsko-makarskoj nadbiskupiji.

## Povijest
Ako se prihvati publikacija Stjepana Gunjače o mjestu gdje su se sukobili ban Ivan Babonić i Mladen II. Bribirski, Bisko se prvi put spominje u svibnju 1322. godine.
Općenito, podaci o seoskom stanovništvu unutrašnje Dalmacije iz razdoblja prije kraja 17. stoljeća vrlo su rijetki i oskudni. Stoga popis bišćanskih kuća iz 1572. godine, s navedenim imenima i patronimima njihovih domaćina, imaju paradigmaticno značenje. Popis kuća u Bisku, uklopljen u dukalu iz 1572. i Stanje duša iz 1725. godine, pokazuju da se u Bisku zadržalo starosjedilačko stanovništvo i tijekom osmanskog vladanja ovim krajem.
U vrijeme osmanske vlasti, Bisko je pripadalo Kliškom sandžaku, sve do oslobodenja tijekom Morejskog rata (1684./99.), kad je u okviru Sinjske providurije došlo pod mletačku vlast. Tako se starosjedilačko stanovništvo u Bisku održalo i u vrijeme velikih migracija koje su zadesile sinjski kraj u doba povlačenja osmanske granice u dublju unutrašnjost koncem 17. i početkom 18. stoljeća. Od osmanskog zaposjedanja kontinentalne Dalmacije do početka 17. stoljeća nisu prestajali, jači ili slabiji, granični sukobi između Osmanskog Carstva i Mletačke Republike, pa je ovaj prostor gotovo dva stoljeća bio poprište "malih ratova", a to je utjecalo na njegov društveno-gospodarski razvoj.
Nakon zauzimanja Sinja 1686. godine, Mlečani su zagospodarili plodnom, ali gotovo napuštenom krajinom. Pod vodstvom franjevaca Sinjska krajina je naseljena stanovništvom iz Rame i drugih krajeva pod osmanskom vlašcu. Kako bi napučili opustjela područja, Mlečani su uz pomoć vojnih upada krajišnika poticali prelazak stanovništva iz okolice Livna, Duvna i Rame u Sinjsku krajinu (seoba 1688.). U ratu je razrušeno mnogo naselja, a stalne borbe vezale su velik broj ljudi na obranu. Uz ovu, intenzivniju imigraciju, zabilježene su i imigracije Bišcana i Poljičana u opustjela sela sinjskog kraja. Naime, nakon Mletačko-osmanskog rata (1714/8.) i pomicanja osmanske granice dublje u unutrašnjost prema sadašnjoj granici s Bosnom i Hercegovinom, neke su stare bišćanske obitelji od mletačkih vlasti dobile zemlju, pašnjake i staništa u selima preko rijeke Cetine, na podrucju tada vrlo prostrane župe Tijarica (sela Strizirep, Apatovac, Medići, Voštane i sama Tijarica), i ondje se nastanile. Usto su mnoge bišćanske obitelji, takoder zbog zasluga u ratovima na strani Mlečana, dobile zemljišne posjede u obližnjem Sinjskom polju.
Veći broj arhivskih dokumenata svjedoči da je Bisko jedino selo u Sinjskoj krajini za koje se pouzdano zna da su se u njemu, u stoljećima osmanske vladavine, održali starosjedioci, sačuvali svoju staru crkvu, vlastitu župu i, barem od 1618. godine ako ne i prije, posebnog župnika glagoljaša. Najstariji poznati podaci o stanovništvu Biska datiraju iz 1572. godine, kada mještani sela Bisko, posredstvom smederevskog biskupa Nikole Ugrinovića (oko 1526-1604), upućuju molbu Veneciji da ih Mletačka Republika primi pod svoju vlast i zaštitu. Tada u Bisku ima šest kuća sa stotinjak stanovnika. Prema popisu župljana Biska iz 1625. godine, selo je imalo 130 “duša od pričesti” (prema tadašnjim crkvenim propisima to su bile osobe u dobi od dvanaest i više godina). Na temelju dobne strukture karakteristicne za predtranzicijsku etapu razvoja stanovništva možemo procijeniti da je 1625. godine Bisko imalo između 160 i 170 stanovnika.
Prema mletačkom popisu iz 1709. stanovništvo Biska bilo je u banderiji Marka Sučića Akrapa koja je sačinjavala 36 obitelji s 209 članova i 19 prezimena (Sučić, Roguljić, Dadić, Janković, Vrgoč, Benković, Sandreković, Mrkonjić Anđelić, Ćajić,Gačić, Ercegovac, Pranjić, Petrović, Bulatović, Vidović, Đonlić, Sarkolović, Kovačević, Bradarić i Terzić).

## Gospodarstvo
Stanovništvo se nekada bavilo poljoprivredom i uzgojem stoke. Danas se sve više napuštaju ove djelatnosti.

## Znamenitosti
- Crkva sv. Ante, zaštićeno kulturno dobro
- Crkva sv. Mihovila, zaštićeno kulturno dobro
- Crkva sv. Roka, zaštićeno kulturno dobro